# Нарышкина, Мария Алексеевна
Мари́я Алексе́евна Нары́шкина (урождённая Сеня́вина; 20 марта 1762 — 3 января 1823) — русская дворянка, одна из воспитанниц второго выпуска Смольного института, любимая фрейлина Екатерины II, статс-дама, жена А. Л. Нарышкина, тетка графа М. С. Воронцова, сестра Е. А. Воронцовой.

## Биография
Дочь адмирала Алексея Наумовича Сенявина (1722—1797) от его брака с Анной-Елизаветой фон-Брадке (1733—1776). Пяти лет (с 3 июля 1767 года) была помещена в Смольный институт. По окончании обычного 12-летнего курса, в 1779 году, она была выпущена из института и два года спустя, в декабре 1781 года, была пожалована во фрейлины. 29 января 1783 года Мария Алексеевна вступила в брак с камер-юнкером Александром Львовичем Нарышкиным (1760—1826), впоследствии обер-камергером и главным директором Императорских театров. Как при Екатерине II, так и в последующем два царствования Павла I и Александра I супруги Нарышкины были в числе самых близких ко Двору лиц. Чета Нарышкиных вела роскошный, открытый образ жизни, на их балах и приемах бывало все высшее столичное общество. В своих мемуарах графиня В. Н. Головина писала:

…У Нарышкина собиралось многочисленное общество… Дочери хозяина суетились, жеманились; это был настоящий балаган. Дом Нарышкина вообще отличался тем, что его ежедневно посещало самое пёстрое общество. Хозяин был доволен главным образом многолюдством гостей, хотя бы это и был разный сброд.

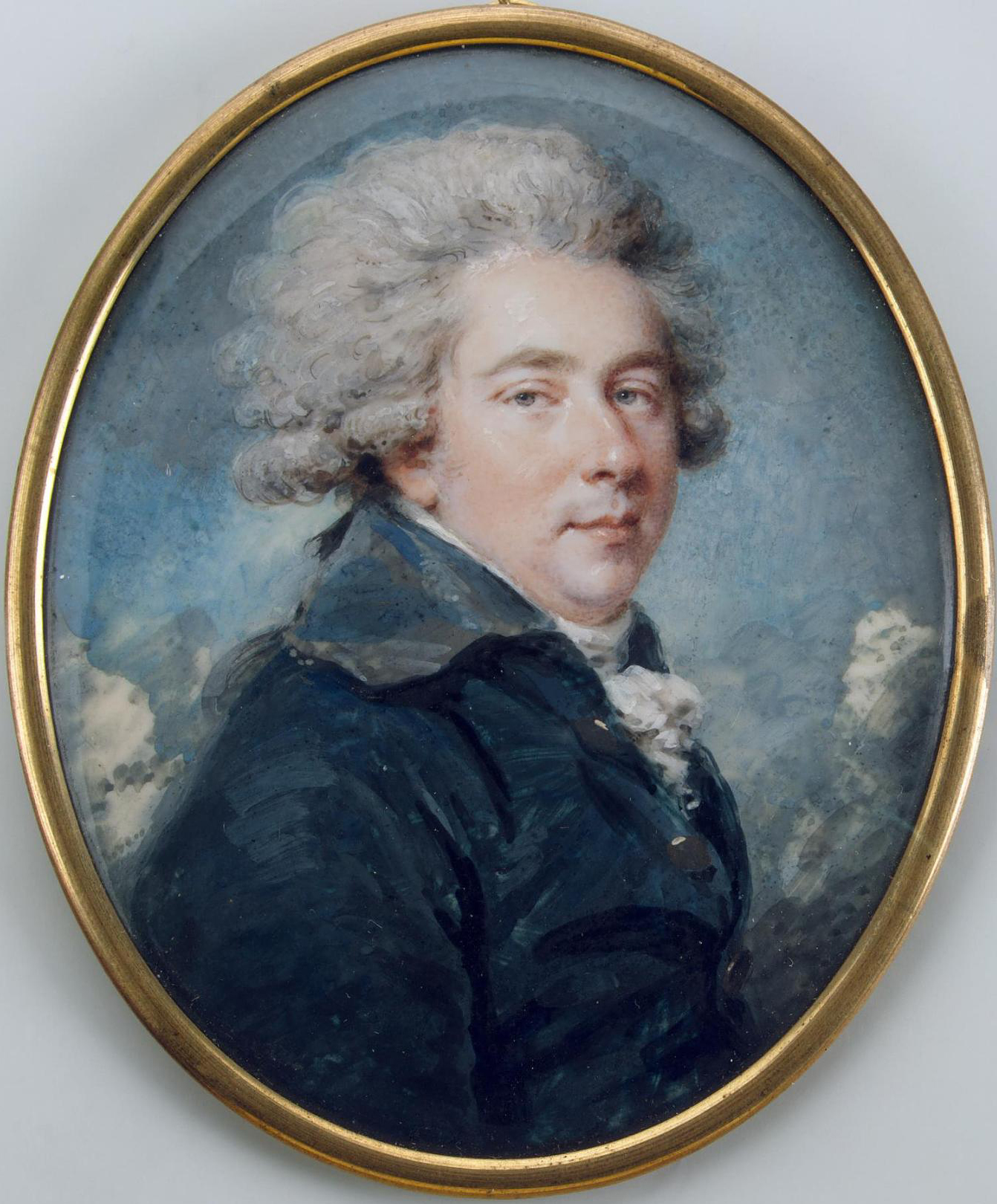
Александр Нарышкин на миниатюре А. Х. Ритта

По красоте Мария Алексеевна не уступала своей старшей сестре Екатерине Воронцовой; о нравственных же её качествах мнения современников расходились; многие завидовали Нарышкиным и злословили, как например Ростопчин, который удивлялся фавору мадам Нарышкиной и находил её с мужем «людьми ложной скромности и честности, умело скрывающих свою душу». В то же время Ф. Ф. Вигель наделял Марию Алексеевну «благородными чувствами, бережливостью, аристократической гордостью и крутым нравом». Нарышкина не чужда была благотворительности, одной из первых она вступила в 1812 году в Женское Патриотическое общество. Увлекалась скульптурой, создавала бюсты и барельефы, которые «делала с совершенством».
Вообще имя Марии Алексеевны не встречается в скандальной хронике русского общества того времени, хотя Екатерина II и дразнила её мужа, уверяя, что некто Азиков, бывший своим человеком у него в доме, оспаривает у него супружеские права. Нарышкин же, любивший изощряться в остроумии над самим собой, поддакивал этой шутке и напевал перед государыней модную в то время арию «Она моя страсть», помигивая в сторону Азикова, произнося «женщина», вместо «страсть». Муж  сестры Нарышкиной, граф С. Р. Воронцов, один из честнейших людей своего времени писал о ней:

 Мне она очень нравится, я думаю, что моя сестра Мария Алексеевна, всегда была идеальной в своём  поведении: примерная дочь, хорошая сестра, любящая жена и заботливая мать.
29 мая 1799 года Мария Алексеевна была пожалована в кавалерственные дамы ордена Св. Екатерины (малого креста), а 1 января 1808 года — в статс-дамы. Злые языки уверяли, что ей хотелось получить Екатерининскую ленту и, что неудовлетворение этого её желания было причиною того, что она уговаривала мужа уехать за границу. Вместе с ним, назначенным состоять при Императрице Елизавете Алексеевне во время Венского конгресса, она сопровождала Императорскую чету в Вену в 1815 году. После этого Нарышкины провели несколько лет за границей. Их роскошный образ жизни во Флоренции, где они имела два палаццо и
виллу за городом, немецкого барона в качестве управляющего, огромный штат прислуги, секретарей, компаньонов и компаньонок; калмыков и калмычек, поражал иностранцев своим великолепием и неслыханными причудами старого русского барства.
Скончалась от чахотки 3 января 1823 года в С.-Петербурге и была похоронена в Александро-Невской лавре. В городе много говорили об её кончине и высказанных ею перед смертью христианском смирении и твердости духа. К. Я. Булгаков писал 30 декабря 1822 брату:

… Только у нас и говорят о Нарышкиной... Со всеми домашними простилась, мужу и сыну дала наставления и так их тронула, что беспрестанно рыдают. Исповедовалась и причастилась и совершенно покойна. Вчера она начала быть в забытье, и не надеялись, чтоб она прожила сегодняшний день. Ей 62 года, с лишком сорок лет как замужем. Бриллианты свои все отдала внучкам, дочерям Суворовой. Их более, нежели на миллион.

## Дети
В браке Мария Алексеевна Нарышкина имела двух сыновей и двух дочерей:
- Лев Александрович (1785—1846), генерал-лейтенант, участник войны 1812 года, одесский знакомый А. С. Пушкина. Был женат на графине Ольге Потоцкой (1802—1861).
- Елена Александровна (1785—1855), в первом браке с 1800 года за А. А. Суворовым-Рымникским; во втором — за князем В. С. Голицыным (1792—1856), сын княгини В. В. Голицыной.
- Кирилл Александрович (1786—1838), обер-гофмейстер, действительный тайный советник; женат на княжне М. Я. Лобановой-Ростовской (1789—1854).
- Мария Александровна (ум. 08.05.1800), девица.

Дети
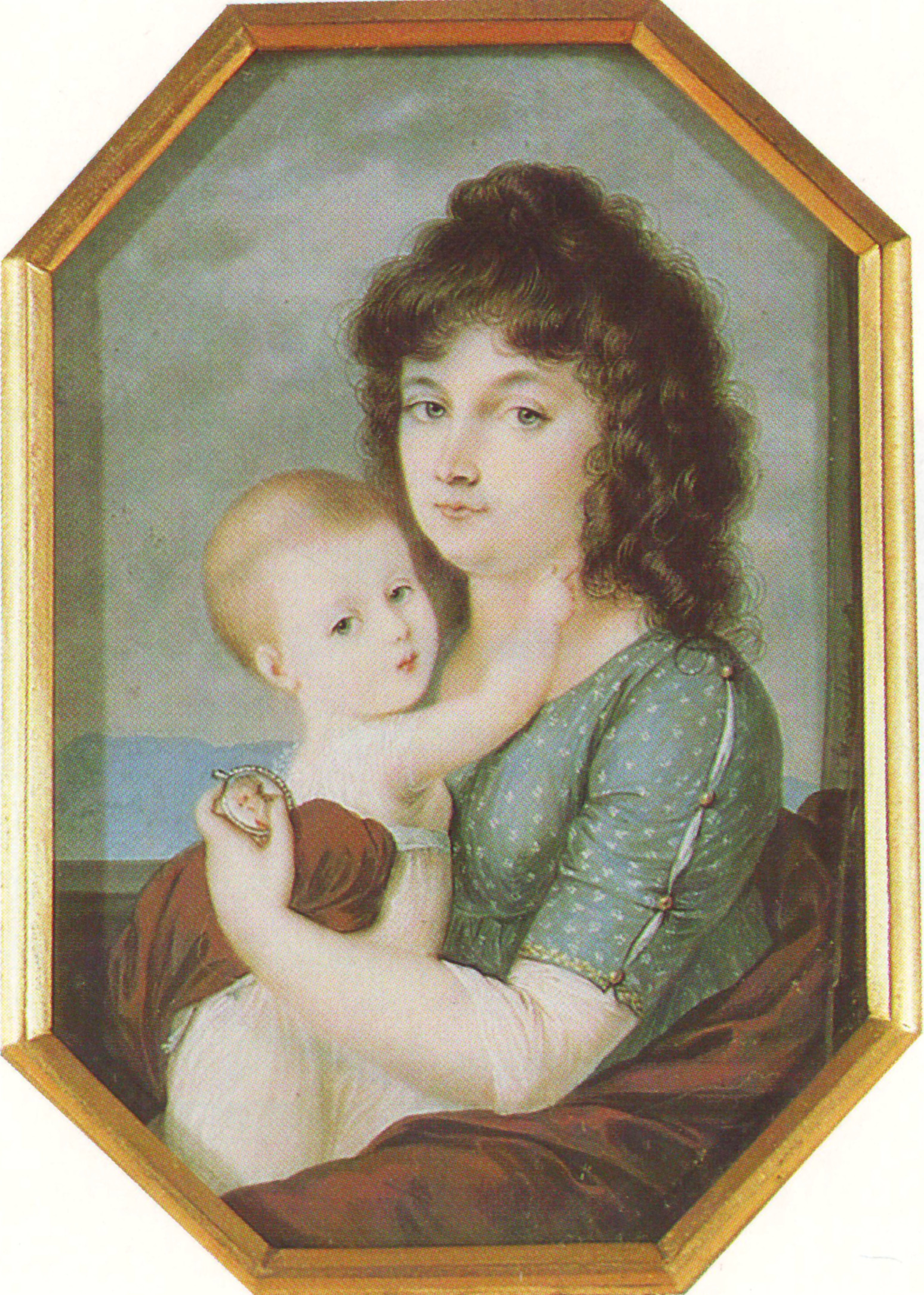
Мария Алексеевна с ребёнком
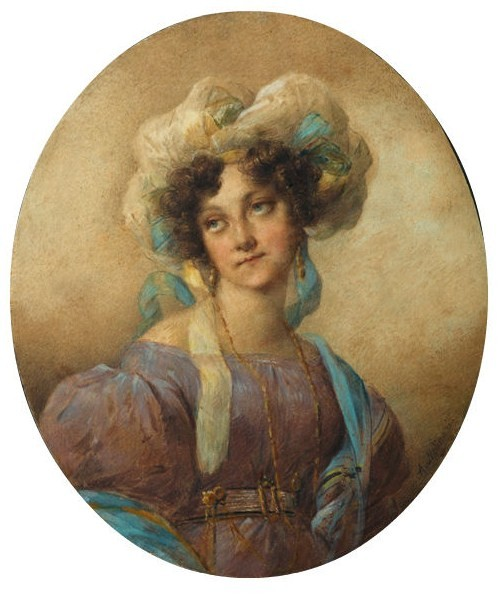
Елена
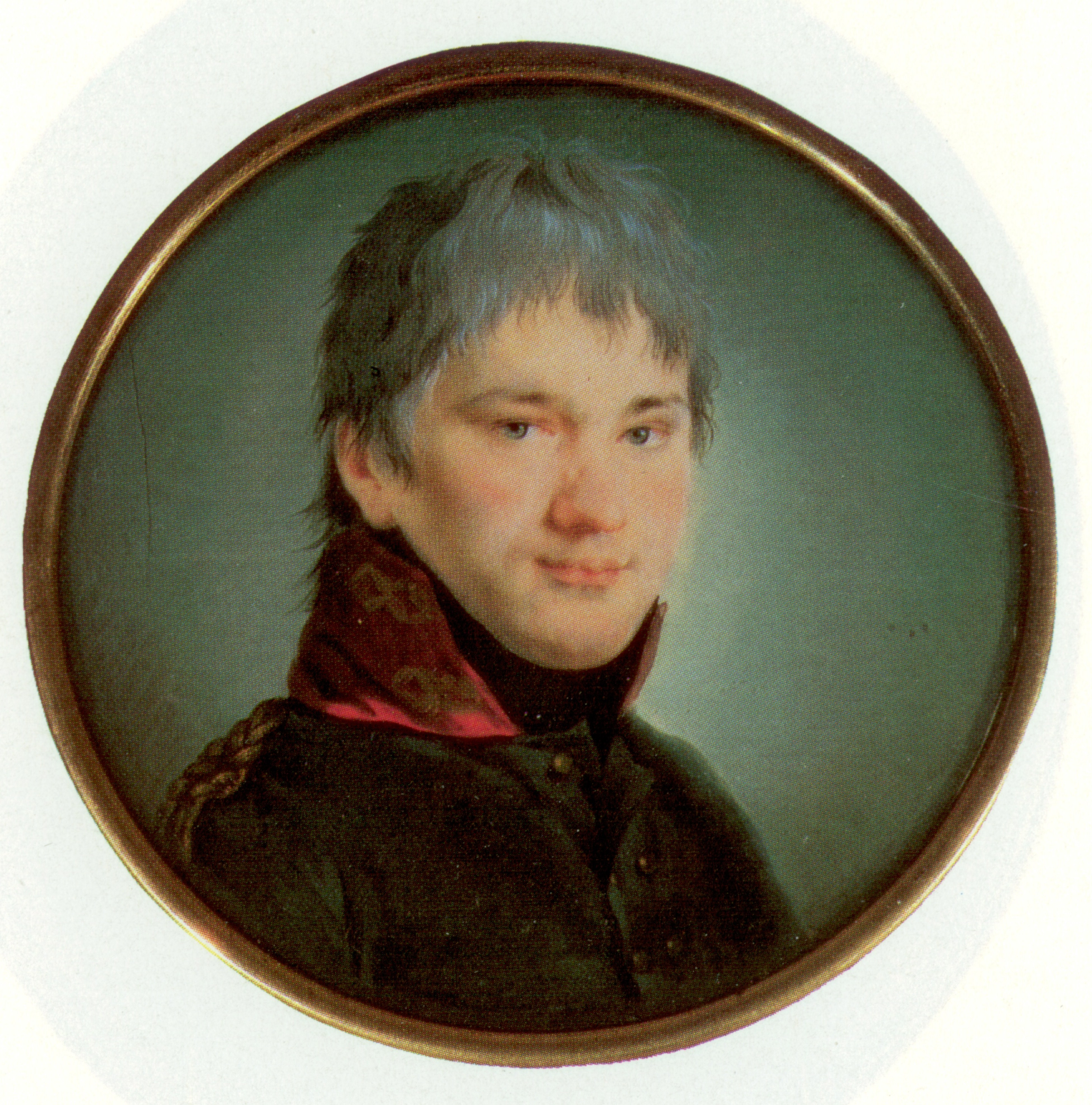
Лев
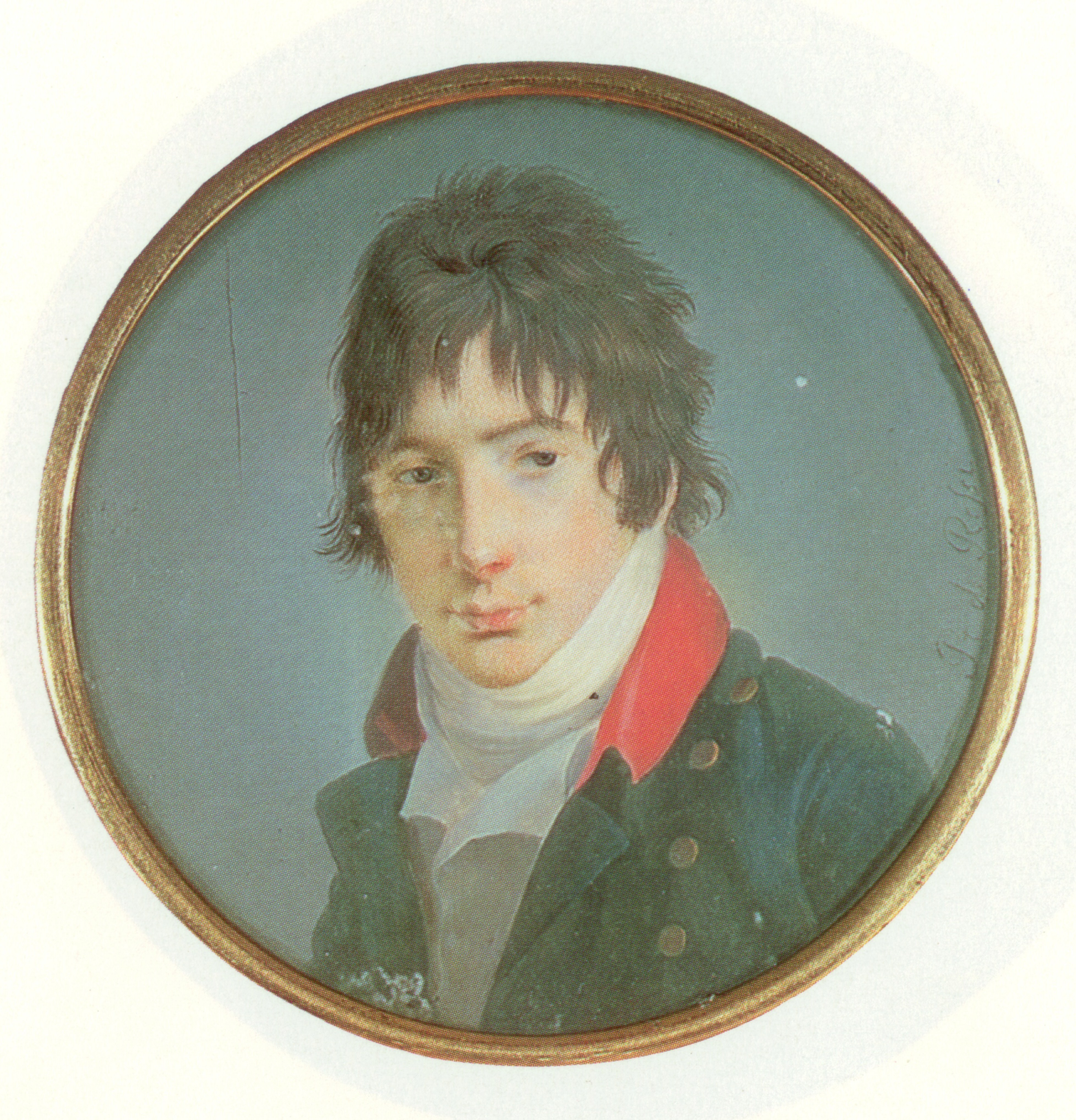
Кирилл